# 충무공이순신전서
충무공이순신전서(忠武公李舜臣全書)는 1795년(정조 19년)에 발간된 충무공 이순신(忠武公 李舜臣)의 유고 전집으로, 14권 8책의 활자본이다. 정조의 왕명에 따라 1793년부터 3년에 걸쳐 이순신의 옛날 행적 및 유고(遺稿)를 모아서 규장각(奎章閣)의 윤행임(尹行恁)이 편찬, 예문관(藝文館) 검서관(檢書官) 유득공(柳得恭)이 교정을 맡아 교서관(校書館)에서 발간하였다.
또한 충무공이순신전서의 구성은 원집 8권과 부록 6권으로 되어 있는데, 책머리에는 정조 어제(御製) 신도비명(神道碑銘)과 윤음(綸音)을 판각했고 총목차와 각권마다 개별 목차가 있다. 또한 권수(卷首)에는 임진왜란 때의 교유(敎諭), 사후에 내려진 역대의 사제문(賜祭文), 기(旗)·곡나팔(曲喇叭)·거북선 등의 도설(圖說), 이순신의 세보(世譜)와 연표 등이 수록되어 있다.
제1권에는 시(詩)와 잡저(雜著), 제2권∼제4권에는 장계(狀啓), 제5권∼제8권은 난중일기, 제9권∼제12권은 부록으로 조카 이분(李芬)이 쓴 행록과 이순신의 비문·기문(記文)·제문·송명(頌銘) 등이 실려 있으며, 제13권∼제14권은 기실(紀實) 상·하로 기존 전적(典籍)에서 이순신에 관한 기록을 뽑아 모은 것이며 책끝에는 간기(刊記)가 있다.
종로도서관 등에 소장 중이며 종로도서관이 소장한 자료는 1795년에 간행된 초간본이다. 종로도서관 고문헌 검색시스템에서 원문 확인이 가능하다.

## 같이 보기
- 이순신